# IFT46
IFT46 (англ. Intraflagellar transport 46) – білок, який кодується однойменним геном, розташованим у людей на короткому плечі 11-ї хромосоми. Довжина поліпептидного ланцюга білка становить 304 амінокислот, а молекулярна маса — 34 286.
| 10         |  | 20         |  | 30         |  | 40         |  | 50         |
| ---------- |  | ---------- |  | ---------- |  | ---------- |  | ---------- |
| MADNSSDECE |  | EENNKEKKKT |  | SQLTPQRGFS |  | ENEDDDDDDD |  | DSSETDSDSD |
| DDDEEHGAPL |  | EGAYDPADYE |  | HLPVSAEIKE |  | LFQYISRYTP |  | QLIDLDHKLK |
| PFIPDFIPAV |  | GDIDAFLKVP |  | RPDGKPDNLG |  | LLVLDEPSTK |  | QSDPTVLSLW |
| LTENSKQHNI |  | TQHMKVKSLE |  | DAEKNPKAID |  | TWIESISELH |  | RSKPPATVHY |
| TRPMPDIDTL |  | MQEWSPEFEE |  | LLGKVSLPTA |  | EIDCSLAEYI |  | DMICAILDIP |
| VYKSRIQSLH |  | LLFSLYSEFK |  | NSQHFKALAE |  | GKKAFTPSSN |  | STSQAGDMET |
| LTFS       |  |            |  |            |  |            |  |            |

A: Аланін

C: Цистеїн

D: Аспарагінова кислота

E: Глутамінова кислота

F: Фенілаланін

G: Гліцин

H: Гістидин

I: Ізолейцин

K: Лізин

L: Лейцин

M: Метіонін

N: Аспарагін

P: Пролін

Q: Глутамін

R: Аргінін

S: Серин

T: Треонін

V: Валін

W: Триптофан

Кодований геном білок за функцією належить до фосфопротеїнів. 
Задіяний у такому біологічному процесі, як альтернативний сплайсинг. 
Локалізований у цитоплазмі, цитоскелеті, клітинних відростках, війках.